# Достопримечательности Украины
Достопримечательности Украины: история и культура (укр. Пам’ятки України: історія та культура) — украинский научно-популярный ежемесячный иллюстрированный журнал. Освещает проблемы сохранения и популяризации на Украине сокровищ материальной и духовной культуры, украинистики, развития музейного дела и др.
Издается c 1969 года. Инициатором создания информационно-методического бюллетеня Украинского общества охраны памятников истории и культуры «Пам’ятники України» (рус. «Памятники Украины», ныне журнал «Пам’ятки України») был академик АН Украинской ССР П. Т. Тронько.
С 1988 журнал выходил под названием «Памятники Украины». С 1989 — научно-популярный иллюстрированный журнал при участии Украинского фонда культуры и Института украинской археографии и источниковедения им. М. Грушевского НАН Украины.
С 1997 года издатель — Министерство культуры Украины.
Под нынешним названием — издание Национального газетно-журнального издательства.